# Jakub Seemann
Jakub Seemann (ur. 11 września 2008) – polski szachista, mistrz Europy U-16, mistrz świata U-16, mistrz międzynarodowy od 2023 roku.

## Życiorys
Grę w szachy poznał w wieku siedmiu lat od kuzynek. W październiku 2015 roku został członkiem MKSz Rybnik, gdzie jego trenerką była Karina Szczepkowska.
W 2016 roku zdobył złoty medal mistrzostw Polski U-8 w szachach szybkich. W kolejnych latach zdobywał złote medale mistrzostw Polski w szachach klasycznych (U-10, 2018), szybkich (U-10, 2018; U-12, 2020; U-18; 22) i błyskawicznych (U-10, 2018; U-18, 2022). Z juniorskimi reprezentacjami Polski zdobył złoto na mistrzostwach Europy U-12 (2019) i U-18 (2022). W 2022 roku zdobył srebrne medale w mistrzostwach Europy U-14 w szachach szybkich oraz błyskawicznych, a także wicemistrzostwo świata w szachach klasycznych w tej samej kategorii wiekowej. W 2023 roku został mistrzem Europy U-16 oraz mistrzem świata U-16. W tym samym roku nadano mu tytuł mistrza międzynarodowego. W 2024 roku został wicemistrzem Polski w szachach szybkich, a z Hetmanem Katowice zajął trzecie miejsce w drużynowych mistrzostwach Polski.